# Inercia cognitiva
La inercia cognitiva refiere a la tendencia de las creencias o conjuntos de creencias a perdurar desde que se forman. En particular, la inercia cognitiva describe la inclinación humana de confiar en supuestos familiares y exhibir una reluctancia o inhabilidad de revisar tales suposiciones, incluso cuando la evidencia ponga en duda su precisión. El término se suele usar en las ciencias de la organización para describir el fenómeno comúnmente observado por el cual los administradores fallan actualizando y revisando su entendimiento de la situación cuando tal situación cambia, un fenómeno que actúa como una barrera psicológica para el cambio organizacional.
La idea de inercia cognitiva está relacionada con ideas similares en los campos de la psicología social y teoría de decisión conductual, incluyendo la disonancia cognitiva, perseverancia de las creencias, y aumentos de compromiso.
Un ejemplo de inercia cognitiva sucedió con los gestores de la empresa Polaroid, cuyas creencias de que la compañía no podría hacer dinero con hardware sino sólo con consumibles les llevó a negar el crecimiento en las tecnologías de imagen digital; porque la tendencia fue denegada por el modelo mental prevaleciente de la empresa, no pudo adaptarse a los cambios en el mercado.
No todas las formas de inercia cognitiva llevan a resultados negativos. Esta inercia es un componente clave en el amor, la confianza, y la amistad. Por ejemplo, si la evidencia mostrara que un amigo ha sido deshonesto, la inercia cognitiva de la amistad hará demandar mucha más evidencia para formarse una opinión que aquella para una persona desconocida. De esta forma, la inercia cognitiva provee de un nivel adicional de confianza en una relación.